# La Mort de Louis XIV
La Mort de Louis XIV is een Frans-Spaanse historische dramafilm uit 2016, geregisseerd door Albert Serra. De film ging op 19 mei in première op het filmfestival van Cannes.

## Verhaal
Lodewijk XIV (1638 – 1715) ook wel Lodewijk de Grote of de Zonnekoning genoemd, was Koning van Frankrijk en van Navarre. Op een dag in augustus 1715 komt de koning terug van de jacht en voelt hij een hevige pijn in zijn been. Dit is het begin van een lange lijdensweg en de langzame dood van de koning die bij zijn dood zijn land achterliet in een desastreuze toestand. De vele oorlogen hadden het land met een enorme schuld opgezadeld

## Rolverdeling
| Acteur             | Personage                   |
| ------------------ | --------------------------- |
| Jean-Pierre Léaud  | Lodewijk XIV                |
| Patrick d'Assumçao | Guy-Crescent Fagon, de arts |
| Bernard Belin      | Mareschal, de chirurg       |
| Irène Silvagni     | Madame de Maintenon         |
| Marc Susini        | Louis Blouin                |

## Productie
Albert Serra won de Prix Jean Vigo voor beste speelfilm en de film werd in 2017 genomineerd voor 4 Prix Lumières.

## Prijzen en nominaties
De belangrijkste:
| Jaar | Prijs          | Categorie       | Genomineerde(n) | Uitslag  |
| ---- | -------------- | --------------- | --------------- | -------- |
| 2016 | Prix Jean Vigo | Beste speelfilm | Albert Serra    | Gewonnen |